# 양치식물
양치식물(羊齒植物,Pteridophytes)은 꽃도 씨앗도 만들지 않는 관다발식물(목질부와 체관부를 지닌 식물)의 일종이다. 관다발 민꽃식물(은화식물)이라 칭한다. 대신 포자를 뿌려서 생식을 한다.

## 양치식물 분류
단계통군을 형성하지는 않지만, 2개의 생물군을 구성한다.
- 석송문(Lycopodiophyta)
- 양치식물문(Pteridophyta)
  - 용비늘고사리강(Marattiopsida)
  - 속새강(Equisetopsida)
  - 솔잎란강(Psilotopsida)
  - 양치식물강(Polypodiopsida)

## 같이 보기
- 유배식물